# 武隆 (维埃纳省)
武隆（法語：Voulon，法語發音：[vulɔ̃]）是法国新阿基坦大区维埃纳省的一个市镇，属于蒙莫里永区。

## 地理
武隆（46°21'23"N, 0°14'46"E）面积8.31 平方千米，位于法国新阿基坦大区维埃纳省，该省份为法国中西部省份，北起曼恩-卢瓦尔省和安德尔-卢瓦尔省，西接德塞夫勒省，南至夏朗德省，东南接上维埃纳省，东临安德尔省。
与武隆接壤的市镇（或旧市镇、城区）包括：昂谢、维沃讷、普瓦图地区瓦朗斯。

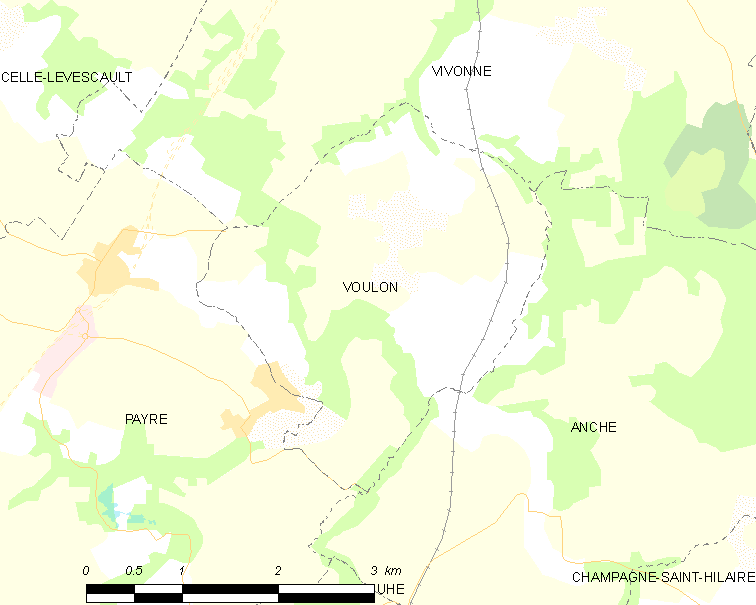
的OSM定位图

武隆的时区为UTC+01:00、UTC+02:00（夏令时）。

## 行政
武隆的邮政编码为86700，INSEE市镇编码为86296。

## 政治
武隆所属的省级选区为吕西尼昂县。

## 人口

1962-2008年间人口变化图示

武隆于2022年1月1日时的人口数量为468人。